# Ален (Баден-Вюртемберг)
А́лен (нем. Aalen МФА: [ˈʔaːlən]о файле, алем. нем. Oole), ранее Аален — город, на реках Кохер и Ааль, в государстве (федеральной земле) Баден-Вюртемберг Федеративной Республике Германия (ФРГ).
Это место расположения администрации округа Восточный Альб внутри региона Восточный Вюртемберг недалеко от Штутгарта.

## География
Ален лежит в долине верхнего Кохера в Восточном Вюртемберге. Недалеко берут своё начало также реки Ремс и Ягст, которые впадают в Неккар. Восточнее и юго-восточнее Алена начинаются отроги Швабского Альба, севернее — Эльвангенские горы.

## История
Приблизительно в 150 — 160 годах на территории современного Алена был построен римский каструм (castra, форт).
Город был основан в XIII веке, в письменных источниках упоминается с XIV века. С 1360 года до 1802 года был (причислялся к) Вольным Имперским городом Швабского округа, затем был захвачен герцогством Вюртемберг. В 1634 году город пережил сильный пожар. В других источниках указано что 25 февраля 1803 (1802) года, город был присоединён к Вюртембергу (Виртембергскому королевству).
На окончание XIX столетия, Аален был главным городом в Ягстском (Ягтском) округе королевства Вюртемберг, при Ремстальской железной дороге, от которой здесь шла ветвь Бренцской железной дороги в Ульм.
В городе были классическая и реальная гимназии, фабрики шерстяных и шелковых изделий, заводы красильный, кожевенный, проволочных гвоздей, обширные железнодорожные мастерские для локомотивов, и на 1880 год проживало 6 659 жителей обоего полу. Жители занимались производством машин, глиняных, серебряных и золотых изделий. 
На начало XX столетия, в городе проживало 10 000 жителей обоего полу.
На 1910 год, в городе проживало 10 442 жителей, а на 1911 уже 10 1⁄2 тысяч жителей. По перепеси 1919 года — 11 978 жителей.

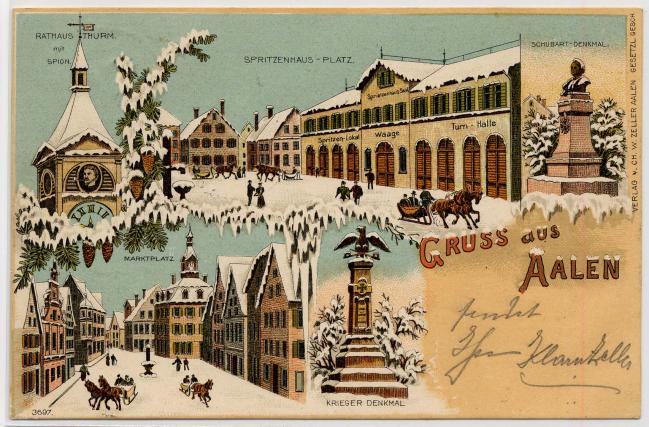
Аален в 1900 году.

Динамика роста численности населения выглядит следующим образом:
- 1800 год — 1,9 тысячи человек;
- 1850 год — 3,5 тысячи человек;
- 1900 год — 9,1 тысячи человек;
- 1950 год — 25,4 тысячи человек;
- 1975 год — 64,7 тысячи человек;
- 2000 год — 66,4 тысячи человек.

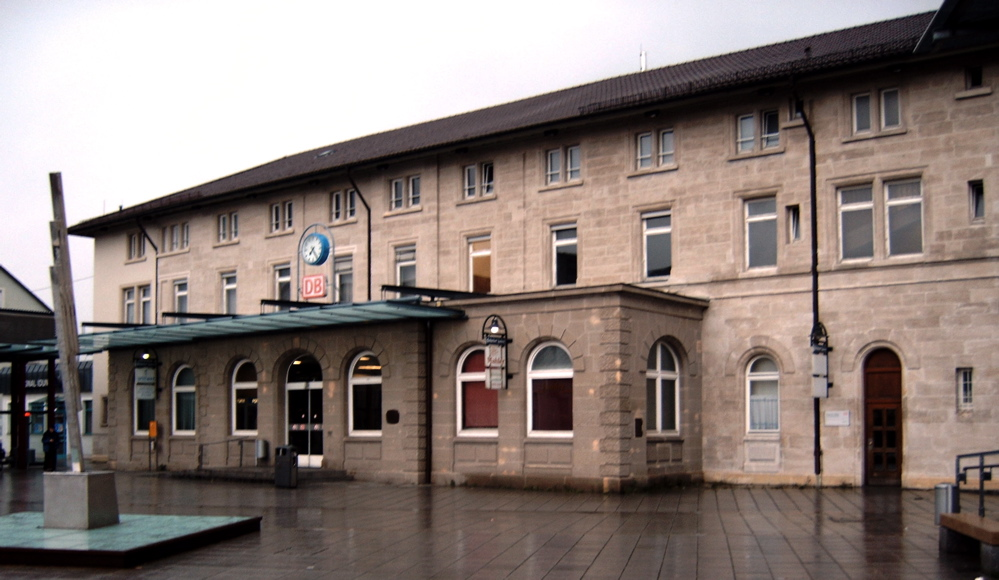
Железнодорожный вокзал.
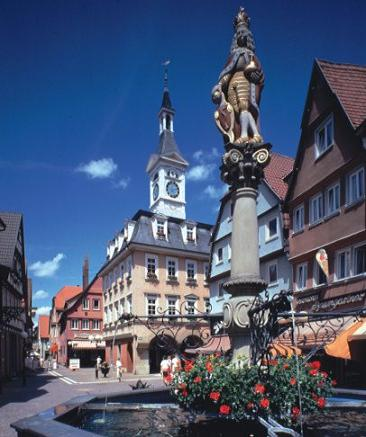
Рыночная площадь.
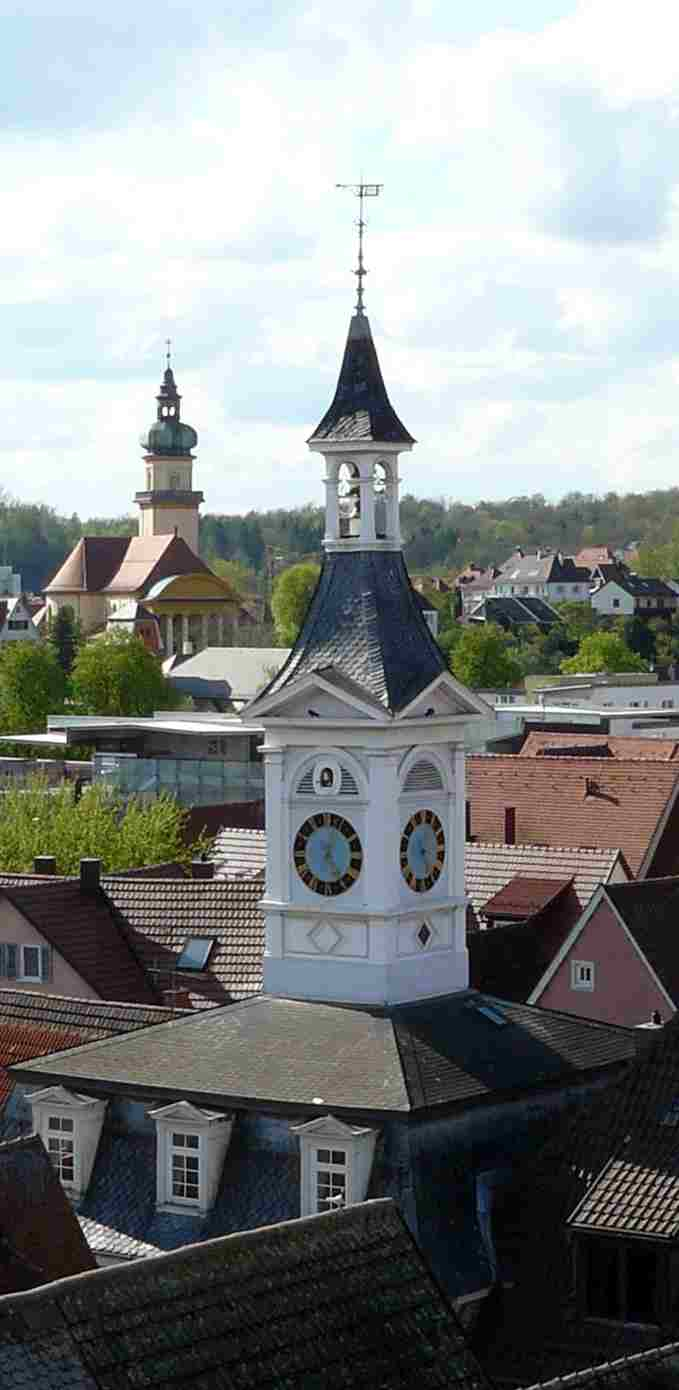
Шпионская башня.

## Политика
Городом, начиная с 1374 года, руководят бургомистр (с 2013 года — Тило Ренчлер) и городской совет. Муниципалитет города избирается на пятилетний срок и состоит из 48 человек. По результатам последних коммунальных выборов 2019 года партийная структура муниципалитета выглядит следующим образом: ХДС — 14 мест, Зелёные — 13 мест, СДПГ — 9 мест, Свободные избиратели — 5 мест, Альянс за Германию — 3 мест, Левые — 2 места, СвДП — 2 места, блок «Активные горожане» — 1 место, блок «За Ален» — 1 место.

## Экономика
В промышленности города основной отраслью является металлообработка. Также развиты машиностроение, оптика, текстильная и бумажная промышленность, пивоварение.
Курорт, специализирующийся на лечении астмы. Борцовская команда Алена — одна из сильнейших в Германии.

## Русская православная церковь
Приход Сретения Господня г. Алена (Баден-Вюртемберг) существует с 2005 года. В 2009 году официально зарегистрирован Московским Патриархатом. Богослужения проводятся в помещении евангелической церкви св. Маркуса. Настоятель прихода — игумен Максим (Шмидт). Второй священник — иерей Алексий Пимонов.

## Достопримечательности
Среди достопримечательностей:
- памятник поэту Шуберту[5].
- церковь Святого Николая (1765 год), музей римских древностей, геолого-палеонтологический музей.
- своеобразным символом города является историческая ратуша «со шпионом». Если посмотреть на верхушку бывшей ратуши вольного города Алена, то можно там увидеть голову бородатого мужчины с трубкой во рту, ехидно улыбающегося и поворачивающего голову из стороны в сторону. Это шпион Алена, которому граждане воздвигли памятник. Сделан он был в память об избавлении города от нападения армии императора.

## Города-побратимы
- Виланкуло (Мозамбик)[9],
- Крайстчерч (Великобритания),
- Сент-Ло (Франция),
- Татабанья (Венгрия),
- Антакья (Турция).